# Grand Prix automobile d'Afrique du Sud 1972
Résultats du Grand Prix d'Afrique du Sud de Formule 1 1972 qui a eu lieu sur le circuit de Kyalami le 4 mars 1972.

## Classement
| Pos  | N° | Pilote               | Écurie         | Tours | Temps/Abandon     | Grille | Points |
| ---- | -- | -------------------- | -------------- | ----- | ----------------- | ------ | ------ |
| 1    | 12 | Denny Hulme          | McLaren-Ford   | 79    | 1 h 45 min 49 s 1 | 5      | 9      |
| 2    | 8  | Emerson Fittipaldi   | Lotus-Ford     | 79    | +14 s 1           | 3      | 6      |
| 3    | 14 | Peter Revson         | McLaren-Ford   | 79    | +25 s 8           | 12     | 4      |
| 4    | 7  | Mario Andretti       | Ferrari        | 79    | +38 s 5           | 6      | 3      |
| 5    | 3  | Ronnie Peterson      | March-Ford     | 79    | +49 s             | 9      | 2      |
| 6    | 19 | Graham Hill          | Brabham-Ford   | 78    | + 1 tour          | 14     | 1      |
| 7    | 4  | Niki Lauda           | March-Ford     | 78    | + 1 tour          | 21     |        |
| 8    | 5  | Jacky Ickx           | Ferrari        | 78    | + 1 tour          | 7      |        |
| 9    | 2  | François Cevert      | Tyrrell-Ford   | 78    | + 1 tour          | 8      |        |
| 10   | 9  | Dave Walker          | Lotus-Ford     | 78    | + 1 tour          | 19     |        |
| 11   | 21 | Henri Pescarolo      | March-Ford     | 78    | + 1 tour          | 22     |        |
| 12   | 6  | Clay Regazzoni       | Ferrari        | 77    | + 2 tours         | 2      |        |
| 13   | 25 | Rolf Stommelen       | Eifelland-Ford | 77    | + 2 tours         | 25     |        |
| 14   | 24 | Helmut Marko         | BRM            | 76    | + 3 tours         | 23     |        |
| 15   | 15 | Chris Amon           | Matra          | 76    | + 3 tours         | 13     |        |
| 16   | 27 | John Love            | Surtees-Ford   | 73    | Sortie de piste   | 26     |        |
| 17   | 22 | Carlos Pace          | March-Ford     | 73    | + 6 tours         | 24     |        |
| Nc.  | 23 | Howden Ganley        | BRM            | 70    | Non classé        | 16     |        |
| Nc.  | 18 | Andrea de Adamich    | Surtees-Ford   | 69    | Non classé        | 20     |        |
| Nc.  | 11 | Peter Gethin         | BRM            | 65    | Non classé        | 18     |        |
| Abd. | 10 | Jean-Pierre Beltoise | BRM            | 61    | Moteur            | 11     |        |
| Abd. | 1  | Jackie Stewart       | Tyrrell-Ford   | 45    | Boîte de vitesses | 1      |        |
| Abd. | 17 | Mike Hailwood        | Surtees-Ford   | 28    | Suspension        | 4      |        |
| Abd. | 20 | Carlos Reutemann     | Brabham-Ford   | 27    | Alimentation      | 15     |        |
| Abd. | 16 | Tim Schenken         | Surtees-Ford   | 9     | Moteur            | 10     |        |
| Abd. | 26 | Dave Charlton        | Lotus-Ford     | 2     | Pompe à essence   | 17     |        |

Légende :
- Abd.=Abandon

## Pole position et record du tour
- Pole position : Jackie Stewart en 1 min 17 s 0 (vitesse moyenne : 191,875 km/h).
- Meilleur tour en course : Mike Hailwood en 1 min 18 s 9 au 20e tour (vitesse moyenne : 187,255 km/h).

## Tours en tête
- Denny Hulme : 24 (1 / 57-79)
- Jackie Stewart : 43 (2-44)
- Emerson Fittipaldi : 12 (45-56)

## À noter
- 6e victoire pour Denny Hulme.
- 5e victoire pour McLaren en tant que constructeur.
- 43e victoire pour Ford Cosworth en tant que motoriste.
- 1er départ en Grand Prix pour José Carlos Pace
- 1er Grand Prix pour l'écurie Eifelland Racing.